# One Day in Your Life
One Day in Your Life is een nummer van de Amerikaanse zanger Michael Jackson, afkomstig van het vierde studioalbum Forever, Michael uit 1975. Op 25 april dat jaar werd het nummer oorspronkelijk op single uitgebracht in de VS en Canada. Op 25 maart 1981 werd het nummer wereldwijd heruitgebracht op single t.g.v. het compilatie album One Day In Your Life uit 1981.

## Achtergrond
Het is het derde nummer van het album, uitgebracht op single. Het nummer werd in maart 1981 opnieuw uitgebracht vanwege het grote succes van Off The Wall en het compilatie album One Day In Your Life. Terwijl het in de Verenigde Staten, Canada, Australië en Nieuw-Zeeland een bescheiden hit bleef, werd het in het Verenigd Koninkrijk Jacksons eerste nummer 1-notering in de UK Singles Chart. Het werd daar zelfs de op vijf na best verkochte single van 1981. Ook in Ierland en Zuid-Afrika bereikte de plaat een nummer 1 notering.
In Nederland werd de plaat een gigantische hit in de destijds drie landelijke hitlijsten op de nationale publieke popzender Hilversum 3 en bereikte de nummer 1-positie in zowel de Nederlandse Top 40 als de TROS Top 50. In de Nationale Hitparade werd de 2e positie behaald. In de Europese hitlijst op Hilversum 3, de TROS Europarade, werd de 6e positie behaald.
In België bereikte de plaat de nummer 1-positie in zowel de voorloper van de Vlaamse Ultratop 50 als de Vlaamse Radio 2 Top 30. In Wallonië werd géén notering behaald.

## Hitnoteringen

### Nederlandse Top 40
| One Day in Your Life in de Nederlandse Top 40 binnen: 11-07-1981 | One Day in Your Life in de Nederlandse Top 40 binnen: 11-07-1981 | One Day in Your Life in de Nederlandse Top 40 binnen: 11-07-1981 | One Day in Your Life in de Nederlandse Top 40 binnen: 11-07-1981 | One Day in Your Life in de Nederlandse Top 40 binnen: 11-07-1981 | One Day in Your Life in de Nederlandse Top 40 binnen: 11-07-1981 | One Day in Your Life in de Nederlandse Top 40 binnen: 11-07-1981 | One Day in Your Life in de Nederlandse Top 40 binnen: 11-07-1981 | One Day in Your Life in de Nederlandse Top 40 binnen: 11-07-1981 | One Day in Your Life in de Nederlandse Top 40 binnen: 11-07-1981 | One Day in Your Life in de Nederlandse Top 40 binnen: 11-07-1981 | One Day in Your Life in de Nederlandse Top 40 binnen: 11-07-1981 | One Day in Your Life in de Nederlandse Top 40 binnen: 11-07-1981 | One Day in Your Life in de Nederlandse Top 40 binnen: 11-07-1981 |
| Week                                                             | 1                                                                | 2                                                                | 3                                                                | 4                                                                | 5                                                                | 6                                                                | 7                                                                | 8                                                                | 9                                                                | 10                                                               | 11                                                               | 12                                                               |                                                                  |
| ---------------------------------------------------------------- | ---------------------------------------------------------------- | ---------------------------------------------------------------- | ---------------------------------------------------------------- | ---------------------------------------------------------------- | ---------------------------------------------------------------- | ---------------------------------------------------------------- | ---------------------------------------------------------------- | ---------------------------------------------------------------- | ---------------------------------------------------------------- | ---------------------------------------------------------------- | ---------------------------------------------------------------- | ---------------------------------------------------------------- | ---------------------------------------------------------------- |
| Positie                                                          | 16                                                               | 6                                                                | 1                                                                | 1                                                                | 1                                                                | 1                                                                | 2                                                                | 3                                                                | 7                                                                | 15                                                               | 25                                                               | 39                                                               | uit                                                              |

### Nationale Hitparade / Mega Top 50
| One Day in Your Life in de Nationale Hitparade binnen: 11-07-1981 | One Day in Your Life in de Nationale Hitparade binnen: 11-07-1981 | One Day in Your Life in de Nationale Hitparade binnen: 11-07-1981 | One Day in Your Life in de Nationale Hitparade binnen: 11-07-1981 | One Day in Your Life in de Nationale Hitparade binnen: 11-07-1981 | One Day in Your Life in de Nationale Hitparade binnen: 11-07-1981 | One Day in Your Life in de Nationale Hitparade binnen: 11-07-1981 | One Day in Your Life in de Nationale Hitparade binnen: 11-07-1981 | One Day in Your Life in de Nationale Hitparade binnen: 11-07-1981 | One Day in Your Life in de Nationale Hitparade binnen: 11-07-1981 | One Day in Your Life in de Nationale Hitparade binnen: 11-07-1981 | One Day in Your Life in de Nationale Hitparade binnen: 11-07-1981 | One Day in Your Life in de Nationale Hitparade binnen: 11-07-1981 | One Day in Your Life in de Nationale Hitparade binnen: 11-07-1981 | One Day in Your Life in de Nationale Hitparade binnen: 11-07-1981 | binnen: 11-07-2009 | binnen: 11-07-2009 | binnen: 11-07-2009 | binnen: 11-07-2009 | binnen: 11-07-2009 |
| Week                                                              | 1                                                                 | 2                                                                 | 3                                                                 | 4                                                                 | 5                                                                 | 6                                                                 | 7                                                                 | 8                                                                 | 9                                                                 | 10                                                                | 11                                                                | 12                                                                | 13                                                                |                                                                   | 14                 |                    | 15                 | 16                 |                    |
| ----------------------------------------------------------------- | ----------------------------------------------------------------- | ----------------------------------------------------------------- | ----------------------------------------------------------------- | ----------------------------------------------------------------- | ----------------------------------------------------------------- | ----------------------------------------------------------------- | ----------------------------------------------------------------- | ----------------------------------------------------------------- | ----------------------------------------------------------------- | ----------------------------------------------------------------- | ----------------------------------------------------------------- | ----------------------------------------------------------------- | ----------------------------------------------------------------- | ----------------------------------------------------------------- | ------------------ | ------------------ | ------------------ | ------------------ | ------------------ |
| Positie                                                           | 25                                                                | 13                                                                | 2                                                                 | 2                                                                 | 2                                                                 | 3                                                                 | 2                                                                 | 3                                                                 | 6                                                                 | 9                                                                 | 19                                                                | 22                                                                | 41                                                                | uit                                                               | 86                 | uit                | 100                | 87                 | uit                |

### NPO Radio 2 Top 2000
| Nummer met noteringen in de NPO Radio 2 Top 2000 | '99  | '00 | '01 | '02 | '03  | '04  | '05  | '06  | '07 | '08  | '09  | '10  | '11  | '12  | '13  |
| ------------------------------------------------ | ---- | --- | --- | --- | ---- | ---- | ---- | ---- | --- | ---- | ---- | ---- | ---- | ---- | ---- |
| One Day in Your Life                             | 1075 | -   | 770 | -   | 1830 | 1665 | 1910 | 1962 | -   | 1969 | 1090 | 1414 | 1775 | 1916 | 1920 |

1. ↑  Een '-' betekent dat het nummer niet was genoteerd en een vetgedrukt getal geeft de hoogste notering aan.
2. ↑  Deze tabel is bijgewerkt tot en met de laatste editie (2024).